# Turismo em Natal (Rio Grande do Norte)

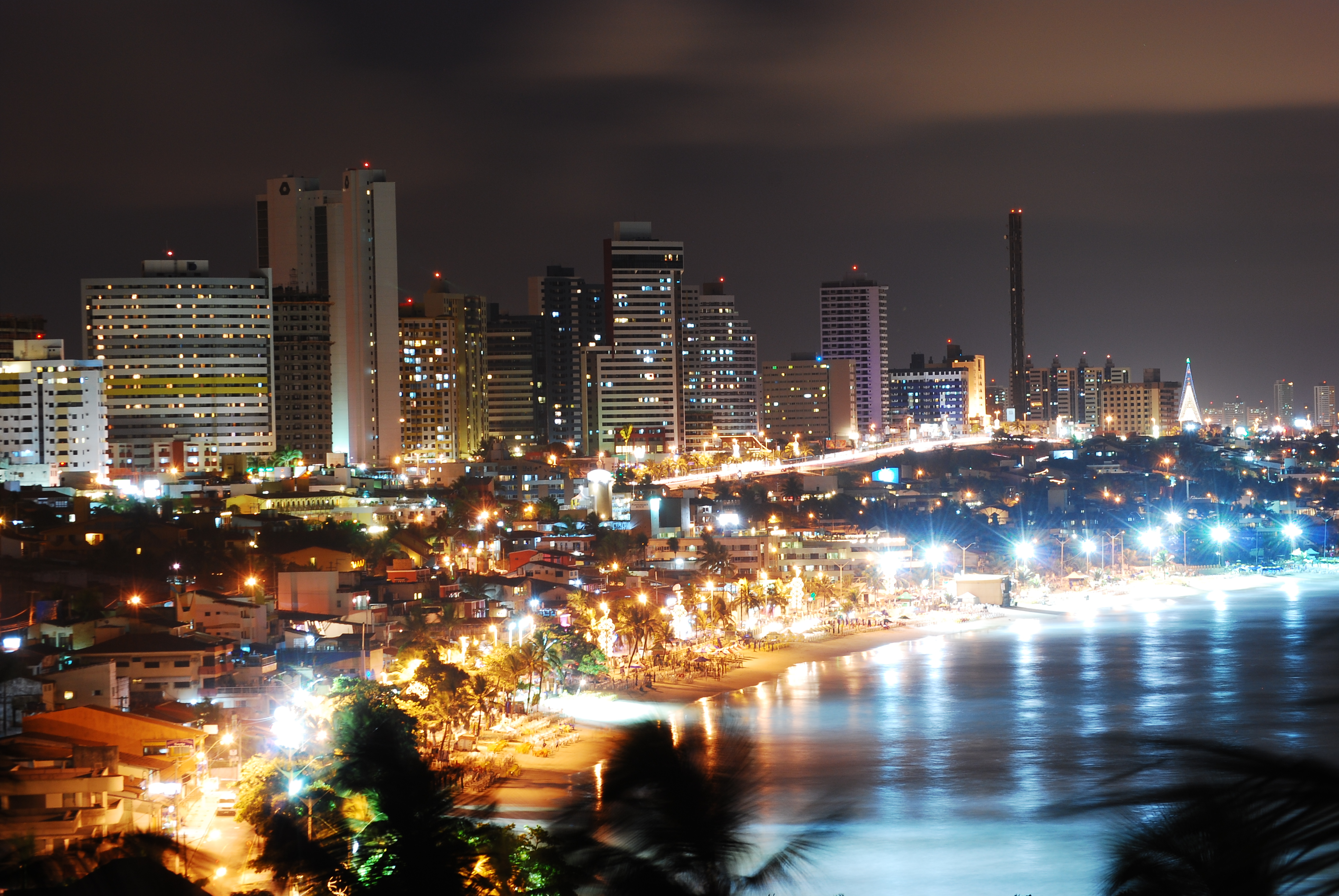
Vista de Natal.

Natal, a capital do estado brasileiro do Rio Grande do Norte, dentro dos seus limites geográficos, possui diversas atrações turísticas. Uma delas é o Teatro Alberto Maranhão, um célebre teatro centenário localizado no bairro da Ribeira. Há o Parque das Dunas, uma reserva belíssima de 1.172 hectares de Mata Atlântica situada no coração da cidade.

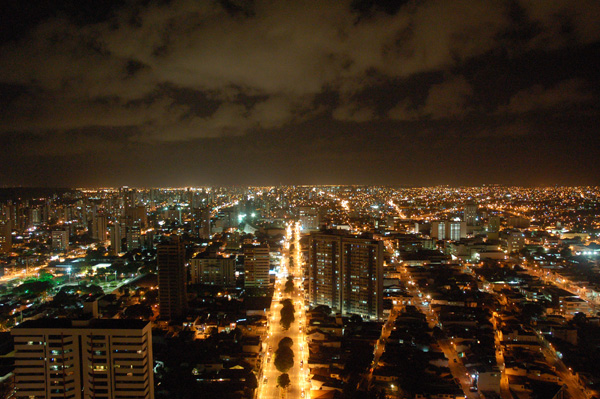
Foto aérea de Natal
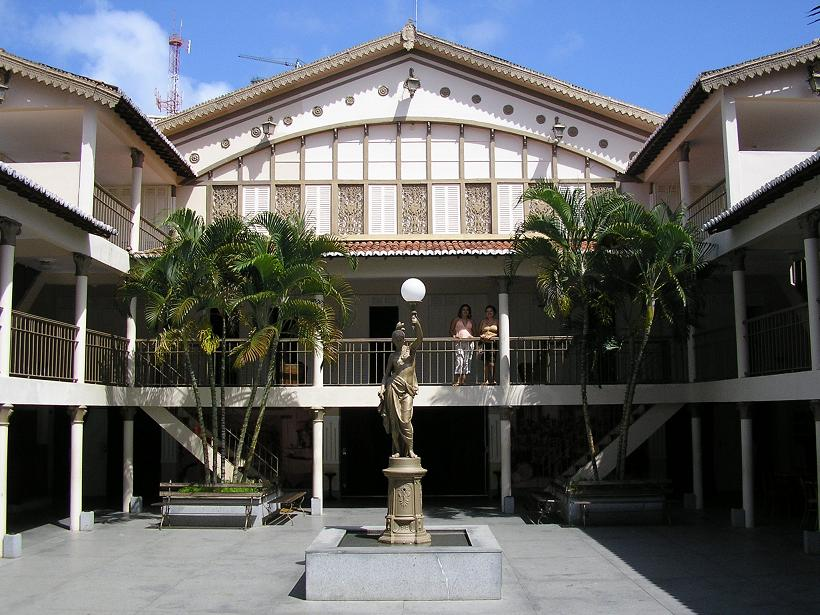
Theatro Alberto Maranhão
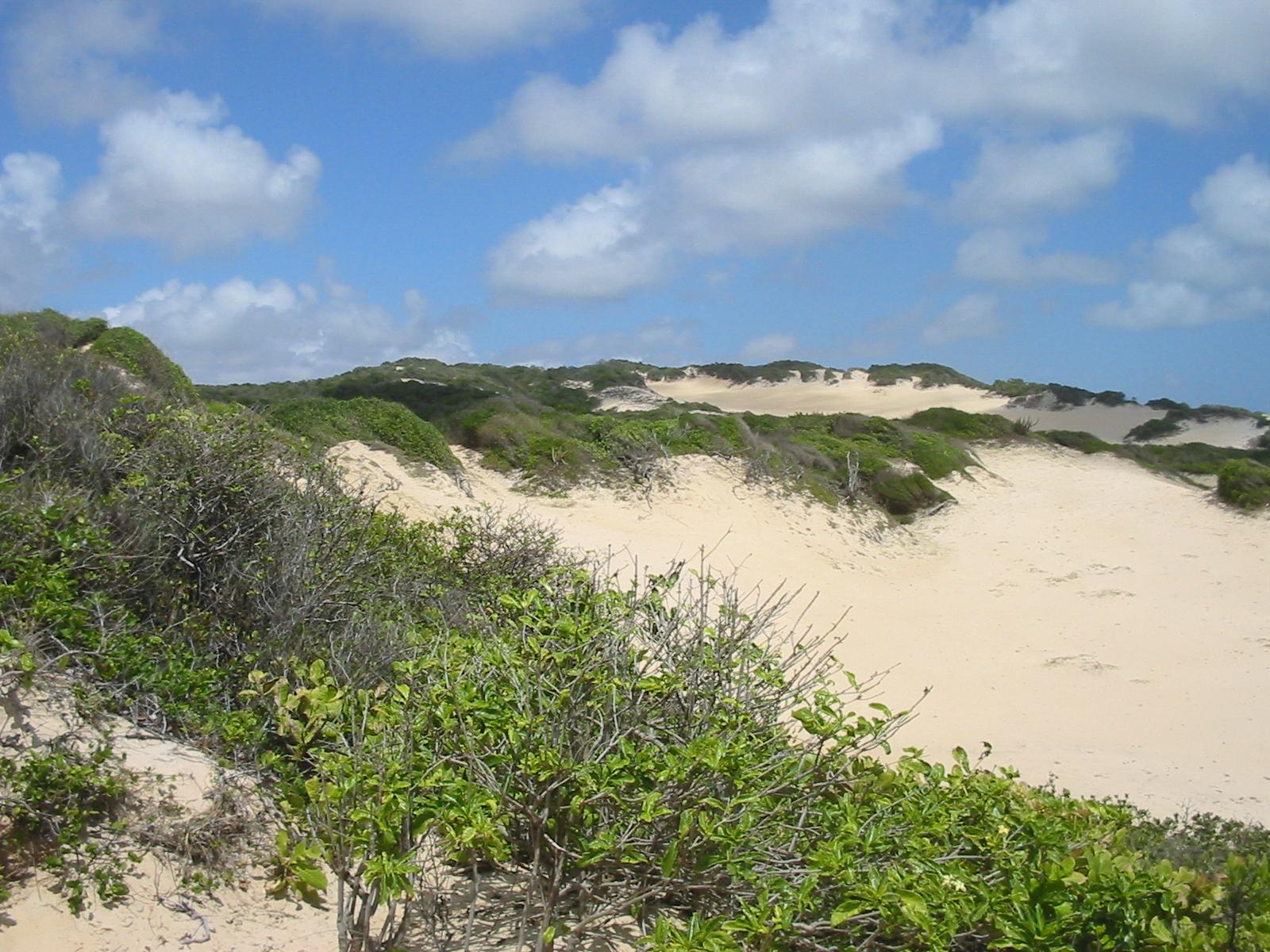
Parque das Dunas

O Carnatal é um evento popular (carnaval fora de época) que ocorre todos os anos na cidade. A programação inclui muitos tipos de gêneros musicais, dentre os quais o axé music é o mais executado. O Forte dos Reis Magos foi a primeira e mais antiga edificação da cidade, construída originalmente pelos portugueses. O Centro de Turismo de Natal foi construído por volta do final do século XIX, foi abrigo para mendigos, orfanato e casa de custódia (prisão). Desde 1976, abriga o Centro de Turismo. A construção da Catedral Nova tardou mais de 30 anos e seu o projeto arquitetônico é bastante arrojado, com aspecto incomum. Projeto do Arquiteto Natalense Marconi Grevi. Foi inaugurada em 1991 com a presença do papa João Paulo II em sua primeira visita à cidade.

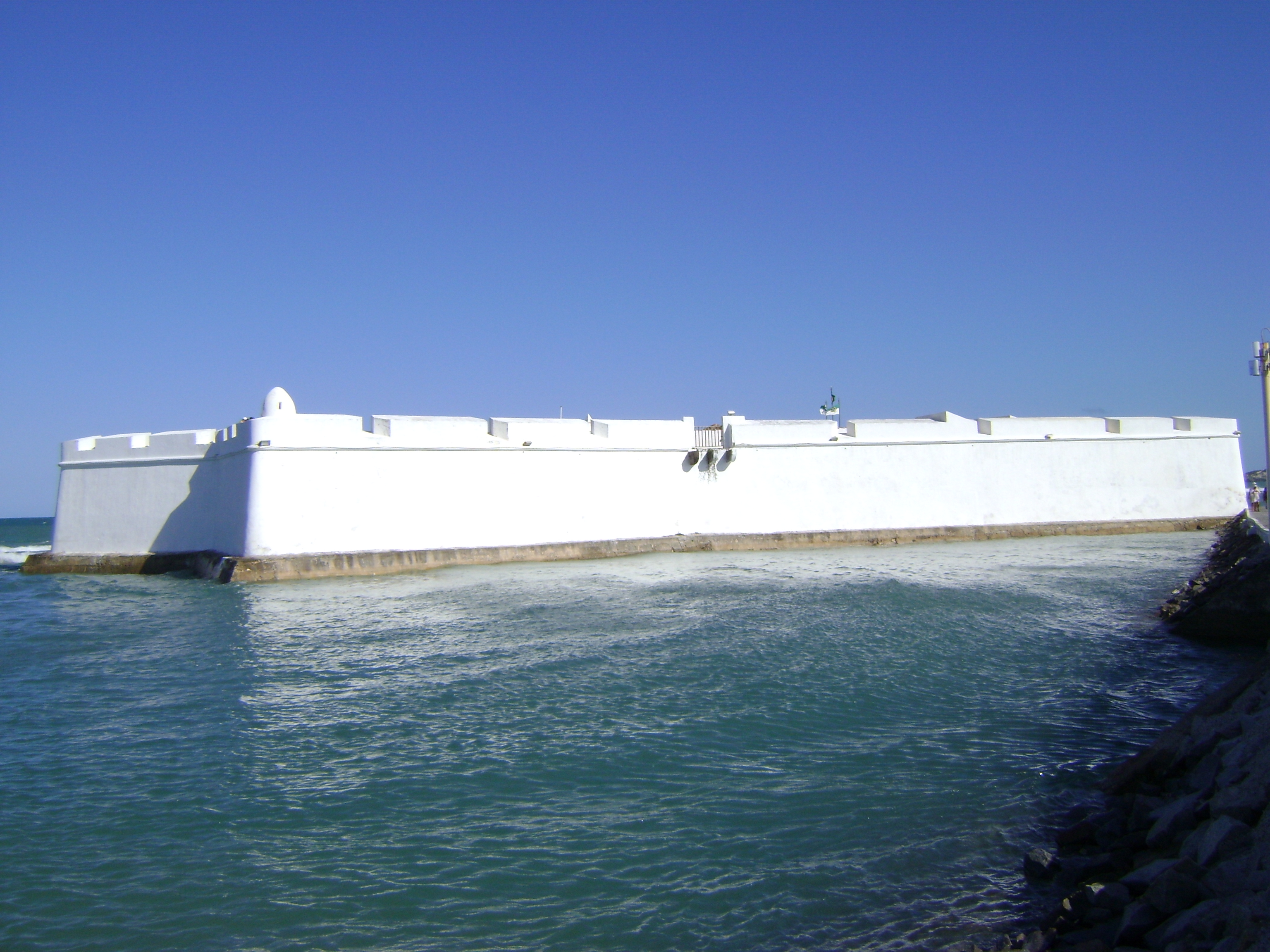
Forte dos Reis Magos
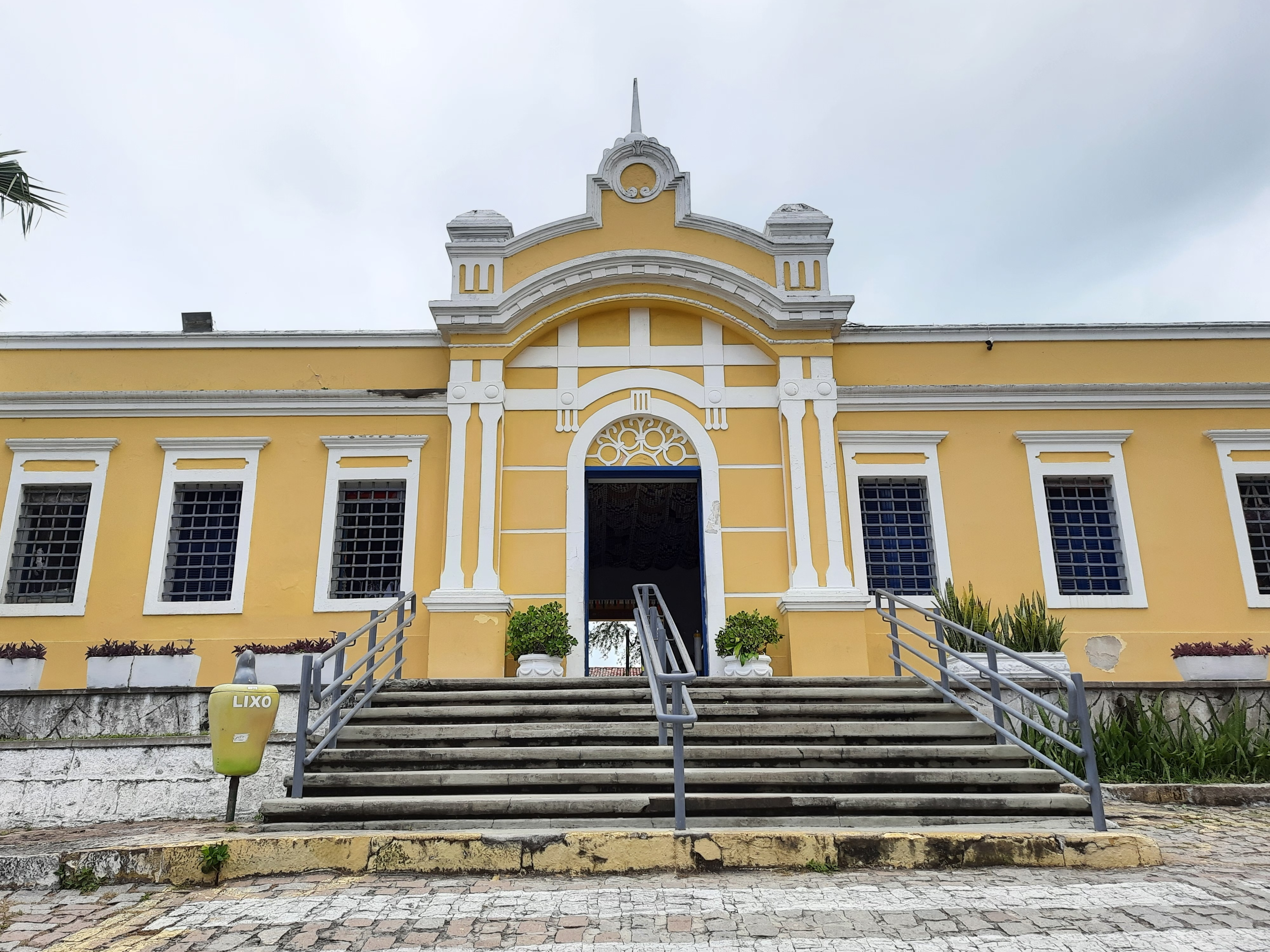
Centro de Turismo de Natal
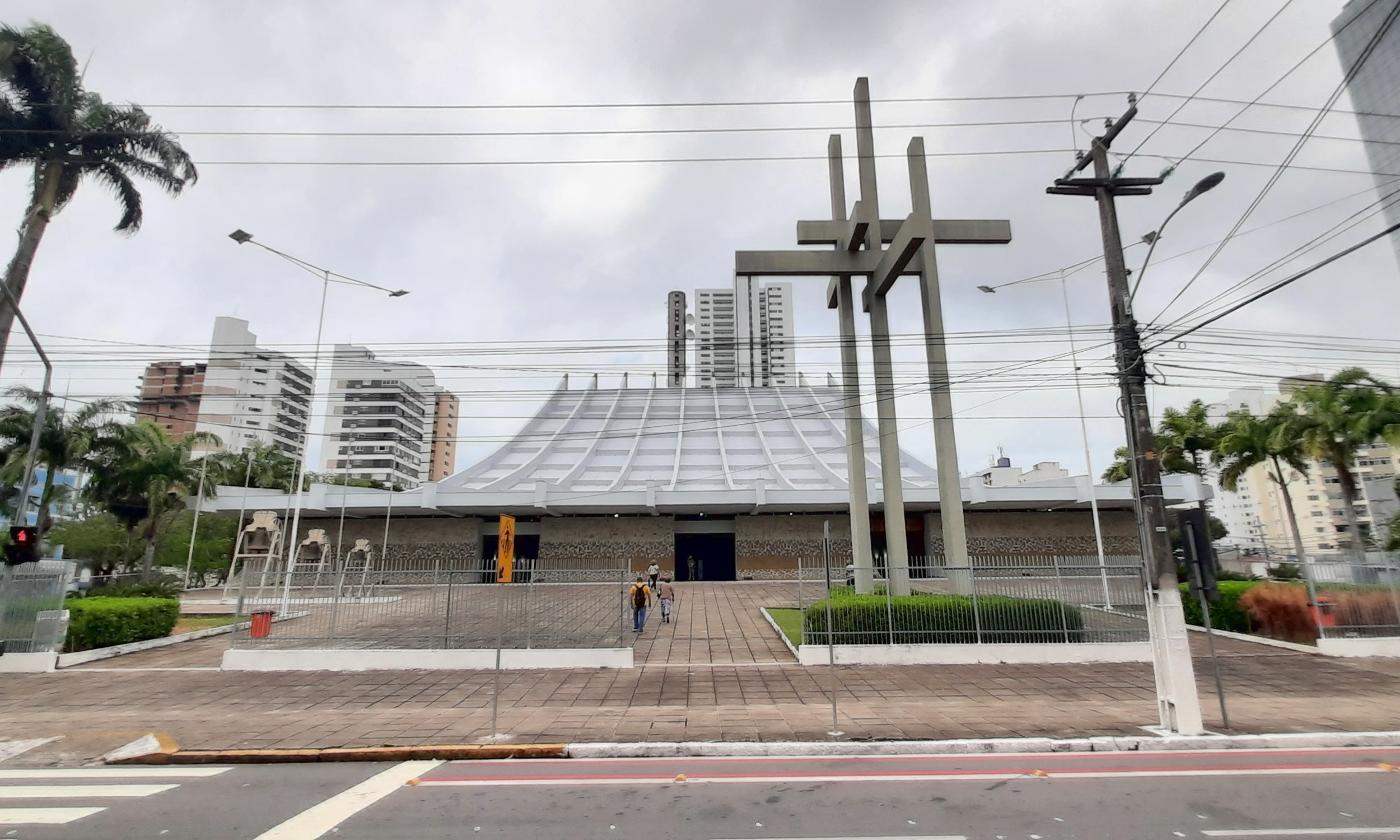
Catedral Nova

O Farol de Mãe Luiza é utilizado para orientar os navios na costa de Natal, tendo sido construído em 1951. A torre tem 37m de altura. Os bairros da Ribeira e Cidade Alta abrigam Centro Histórico de Natal, um centro cultural e patrimônio histórico da cidade, apresentando arquitetura do período colonial brasileiro e inúmeras ruelas. O Museu Câmara Cascudo tem por missão divulgar os patrimônios histórico, natural, cultural e, principalmente, folclórico do Rio Grande do Norte com a obra de Luís da Câmara Cascudo, assim como o Memorial Câmara Cascudo e a casa do próprio folclorista. Na Ribeira encontra-se também a Casa da Ribeira e a Rua Chile, famosas pelos eventos culturais "alternativos" e local de encontro de várias tribos como os punks e roqueiros.

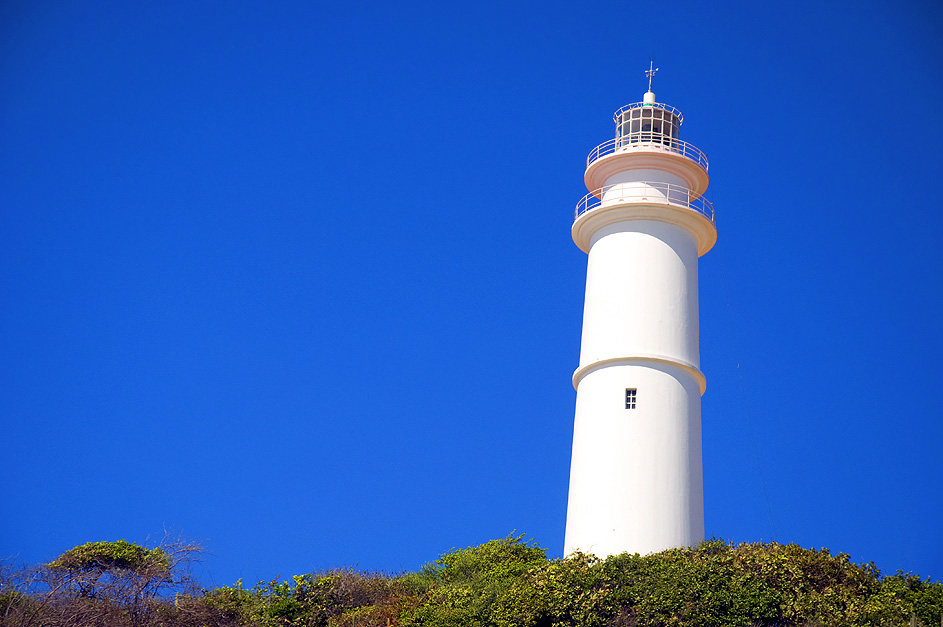
Farol de Mãe Luiza
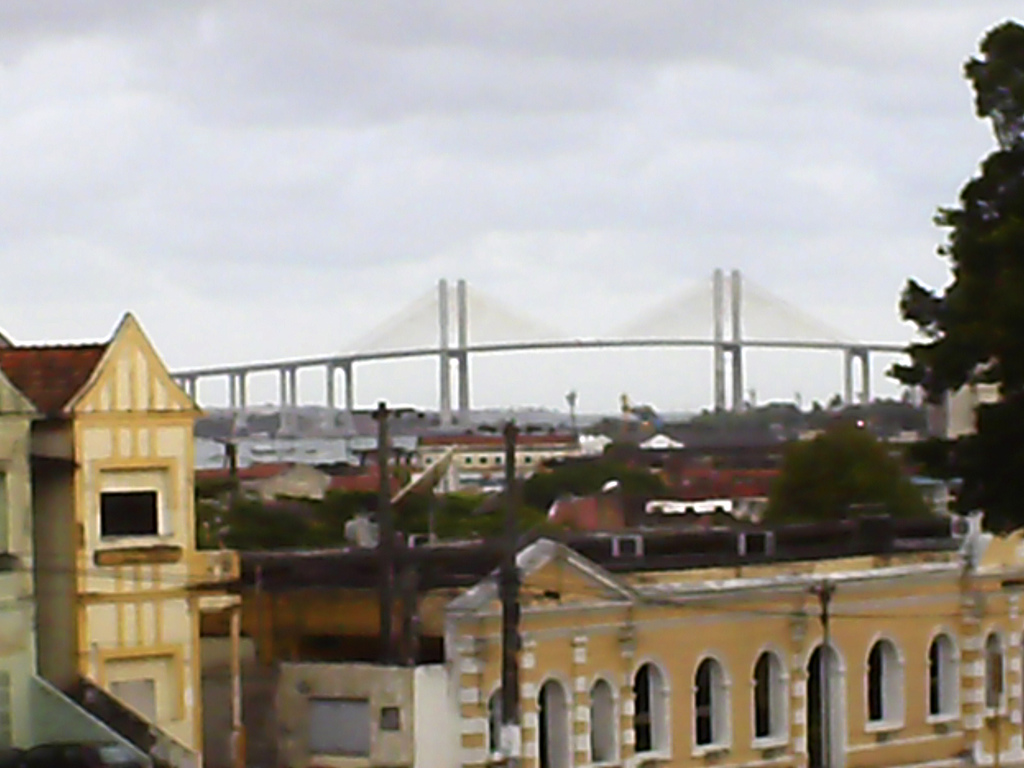
Centro Histórico de Natal
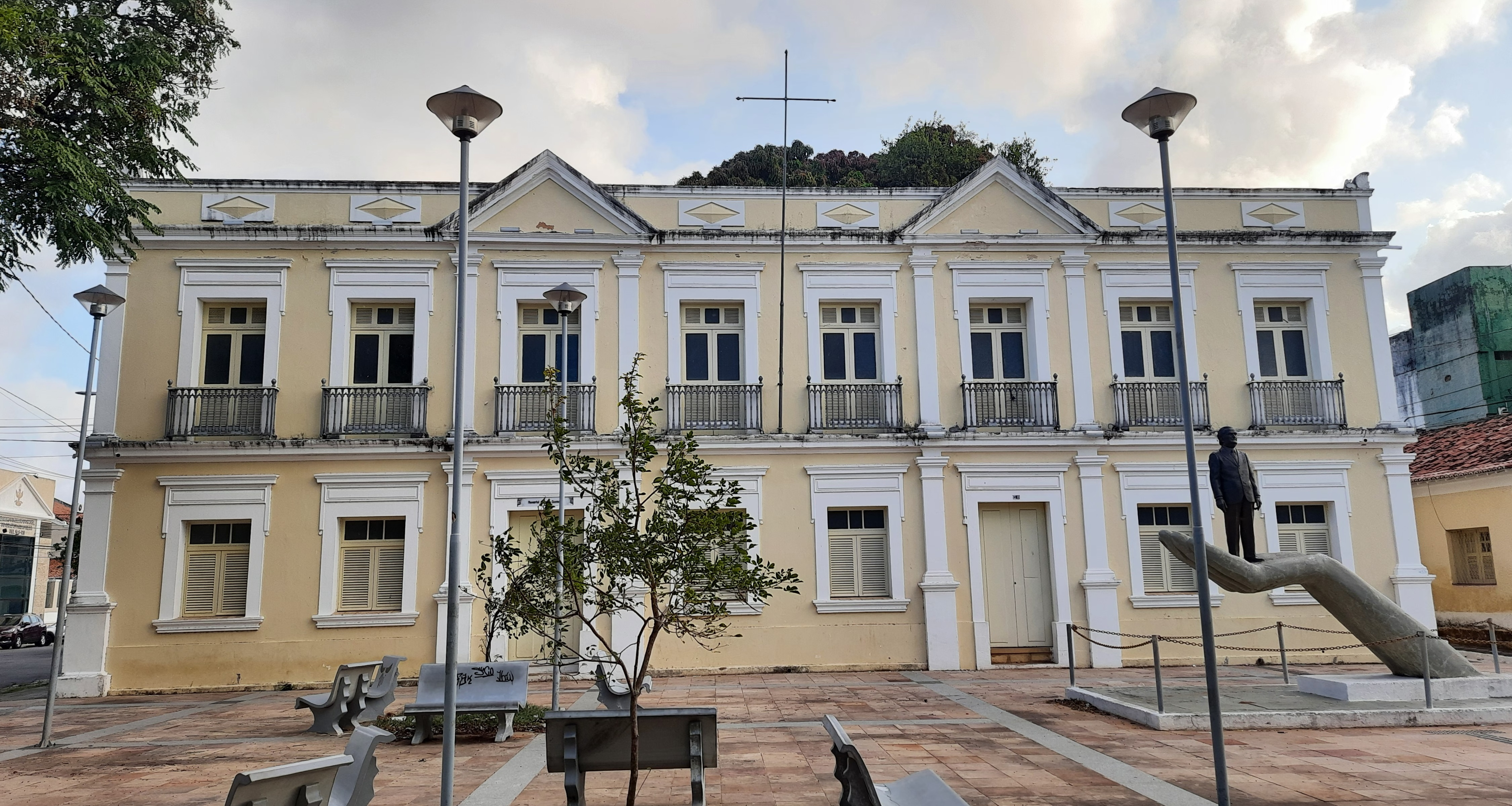
Memorial Câmara Cascudo
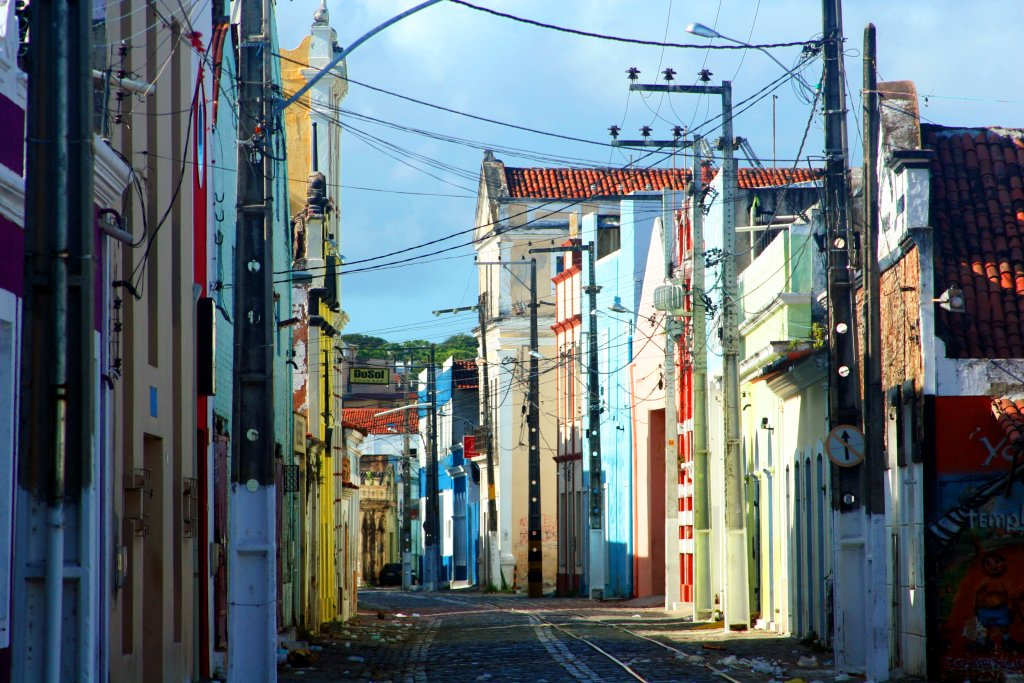
Rua Chile

A Coluna Capitolina é uma coluna romana doada por Benito Mussolini, ditador da Itália, à cidade. A Rampa é um antigo local de embarque e desembarque de hidroaviões e ponto de encontro entre Getúlio Vargas e Roosevelt durante a Segunda Guerra. O Pórtico dos Reis Magos é um monumento que dá boas-vindas a quem chega à cidade. Foi construído em 1999 em comemoração aos 400 anos de Natal e está localizado na entrada principal da cidade (BR-101 Sul). O Arco do Sol é uma obra do mesmo tipo, na entrada do bairro Ponta Negra.

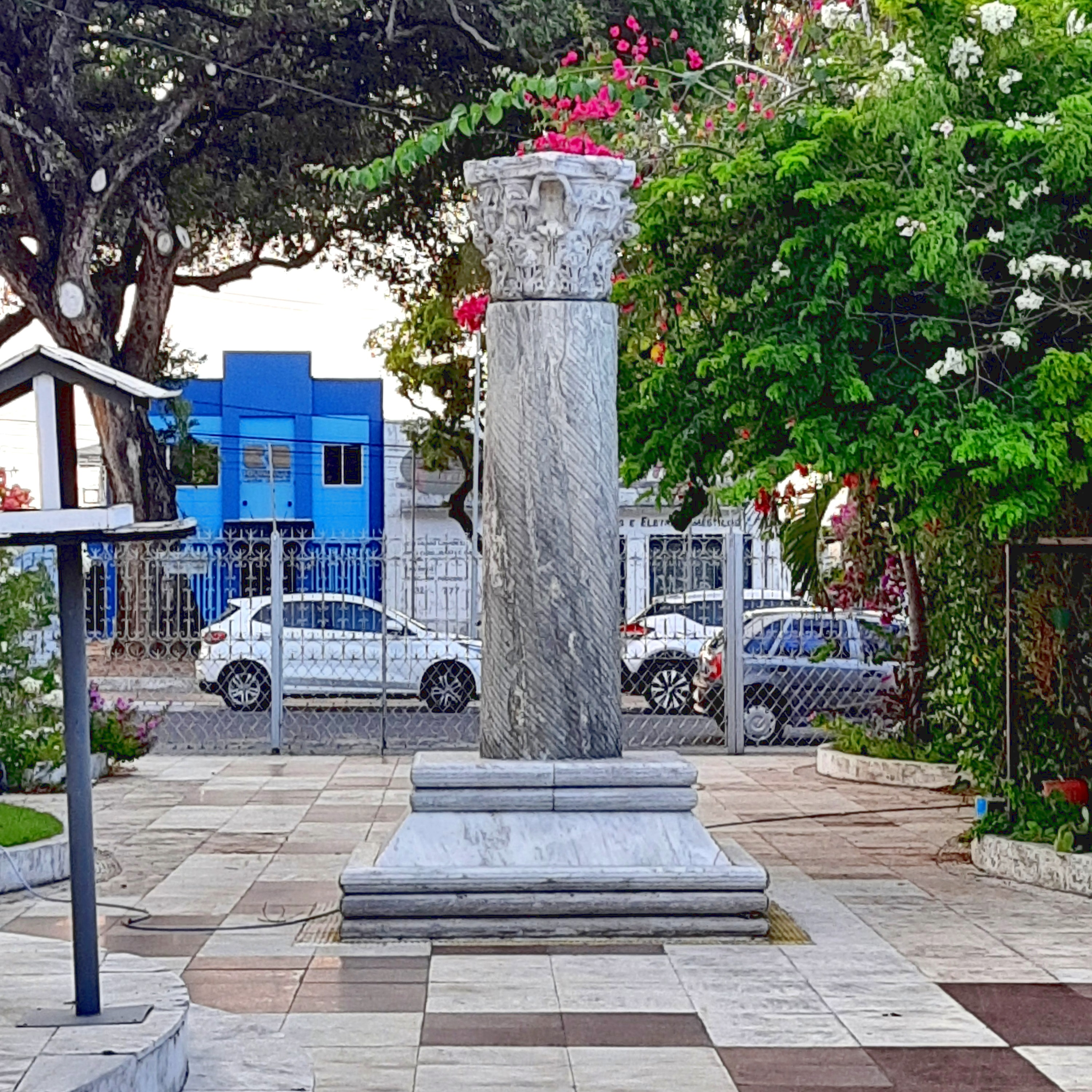
Coluna Capitolina
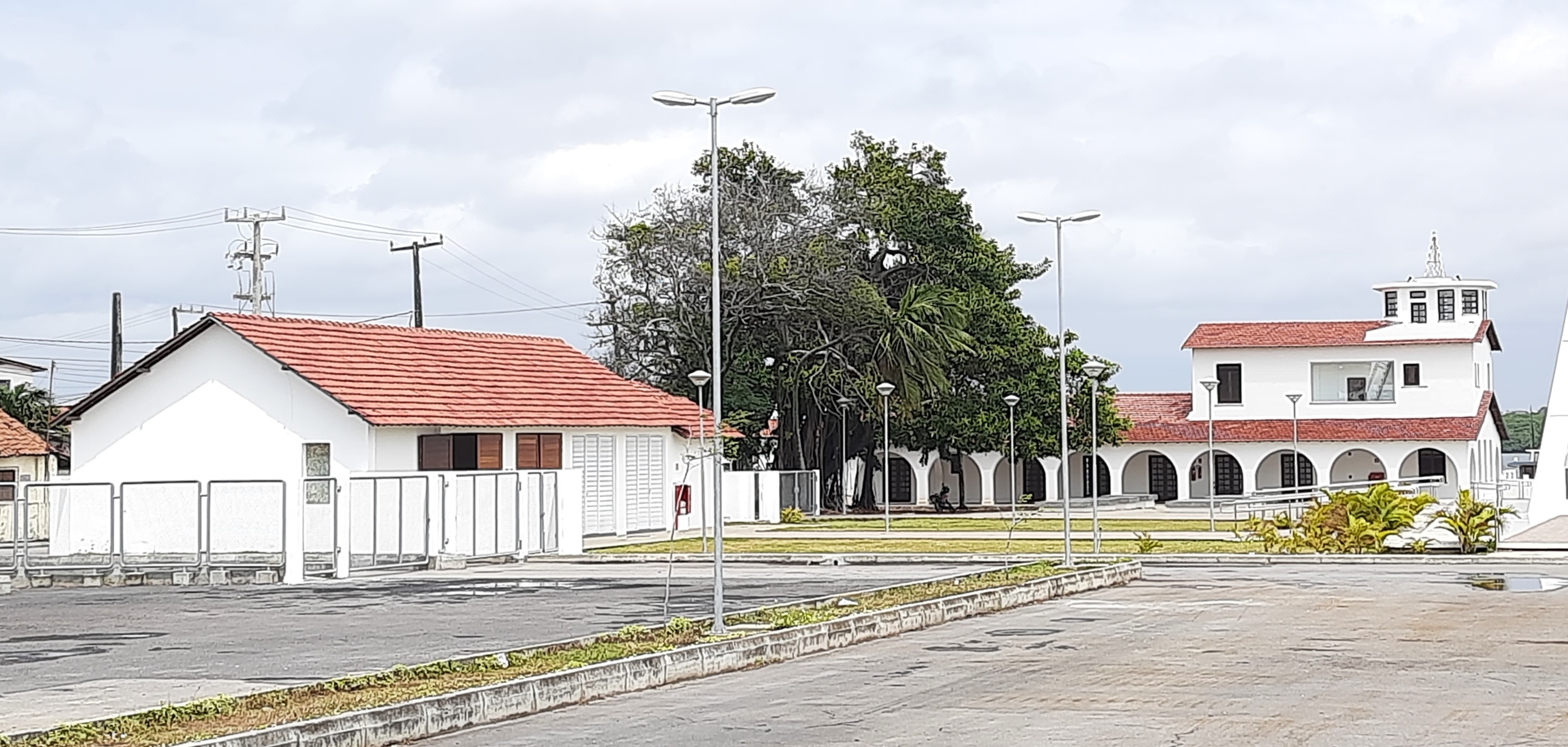
Rampa
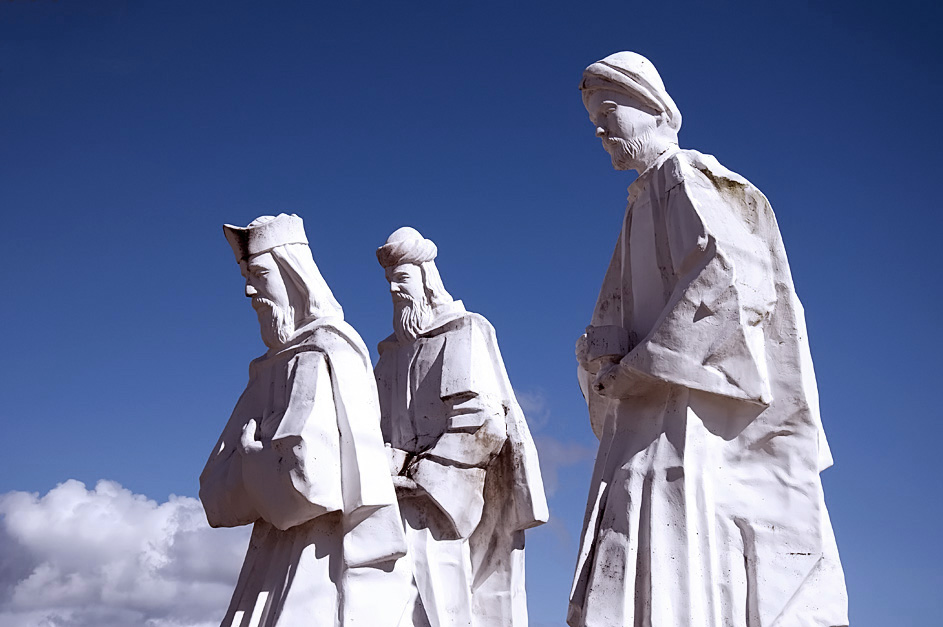
Pórtico dos Reis Magos
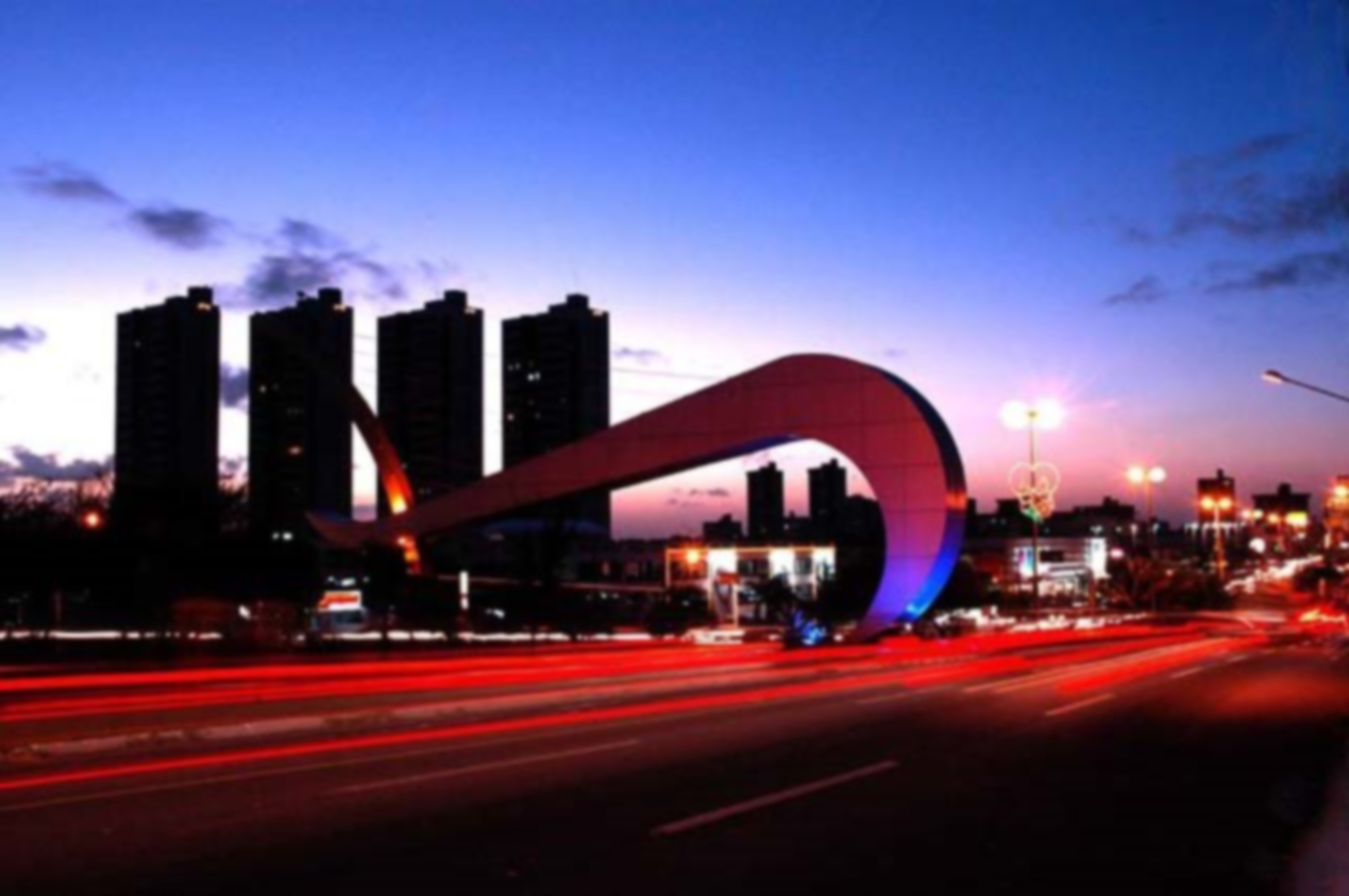
Arco do Sol

A Ponte Newton Navarro é uma grande ponte estaiada que liga o litoral norte ao litoral sul. A ponte oferece um belíssimo pôr-do-sol do Rio Potengi. Da ponte, também se vê o Mirante da Redinha, um grande pontilhão que avança pelo mar e proporciona uma visão 360° da capital. A caminho do litoral sul, existe a Via Costeira, uma grande via litorânea entre o mar e as dunas.

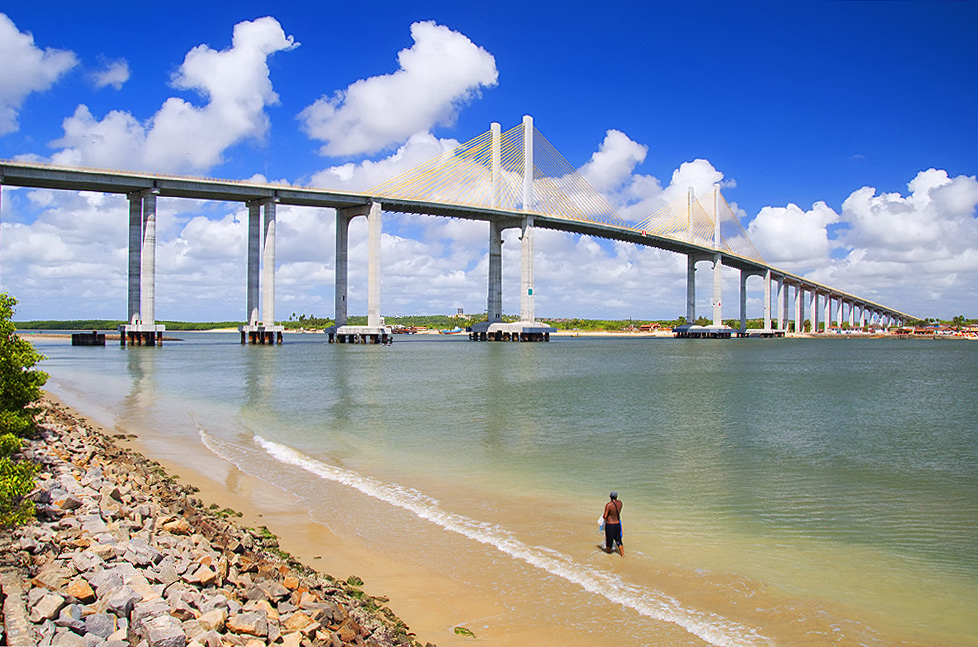
Ponte Newton Navarro
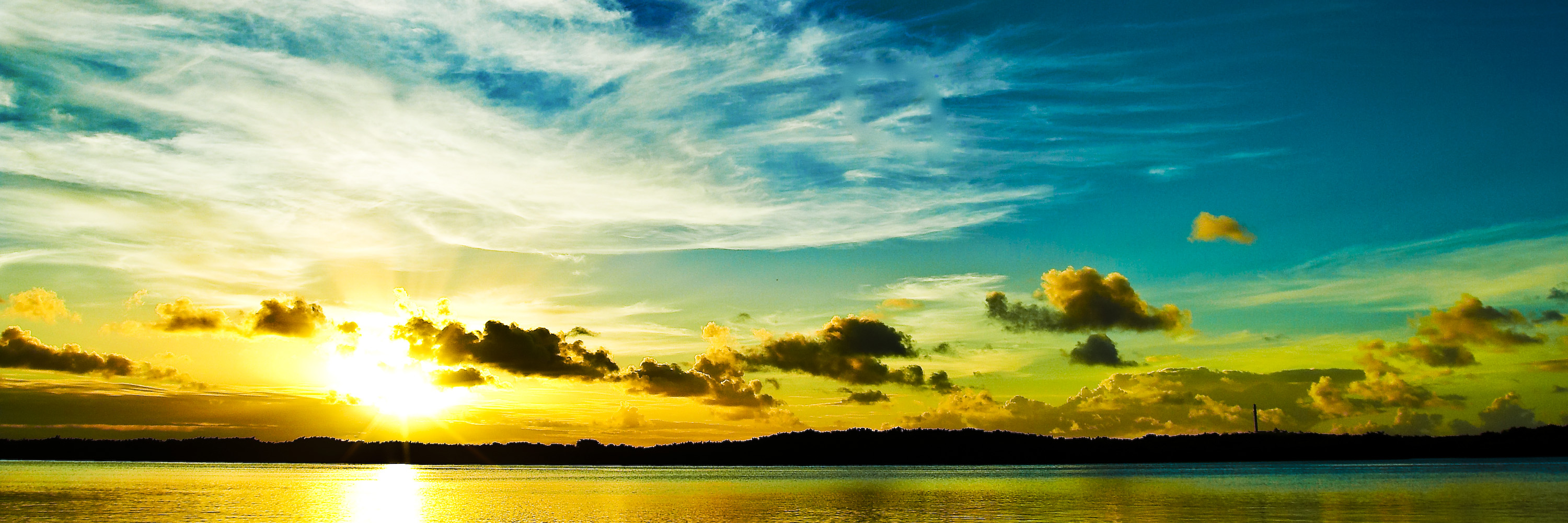
Pôr-do-sol do Rio Potengi
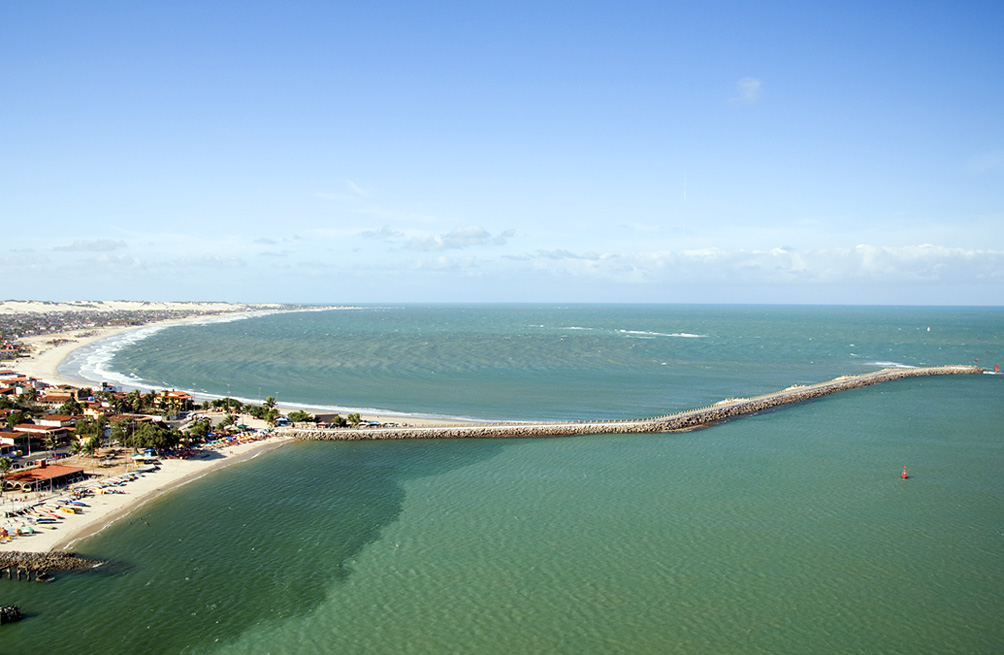
Mirante da Redinha
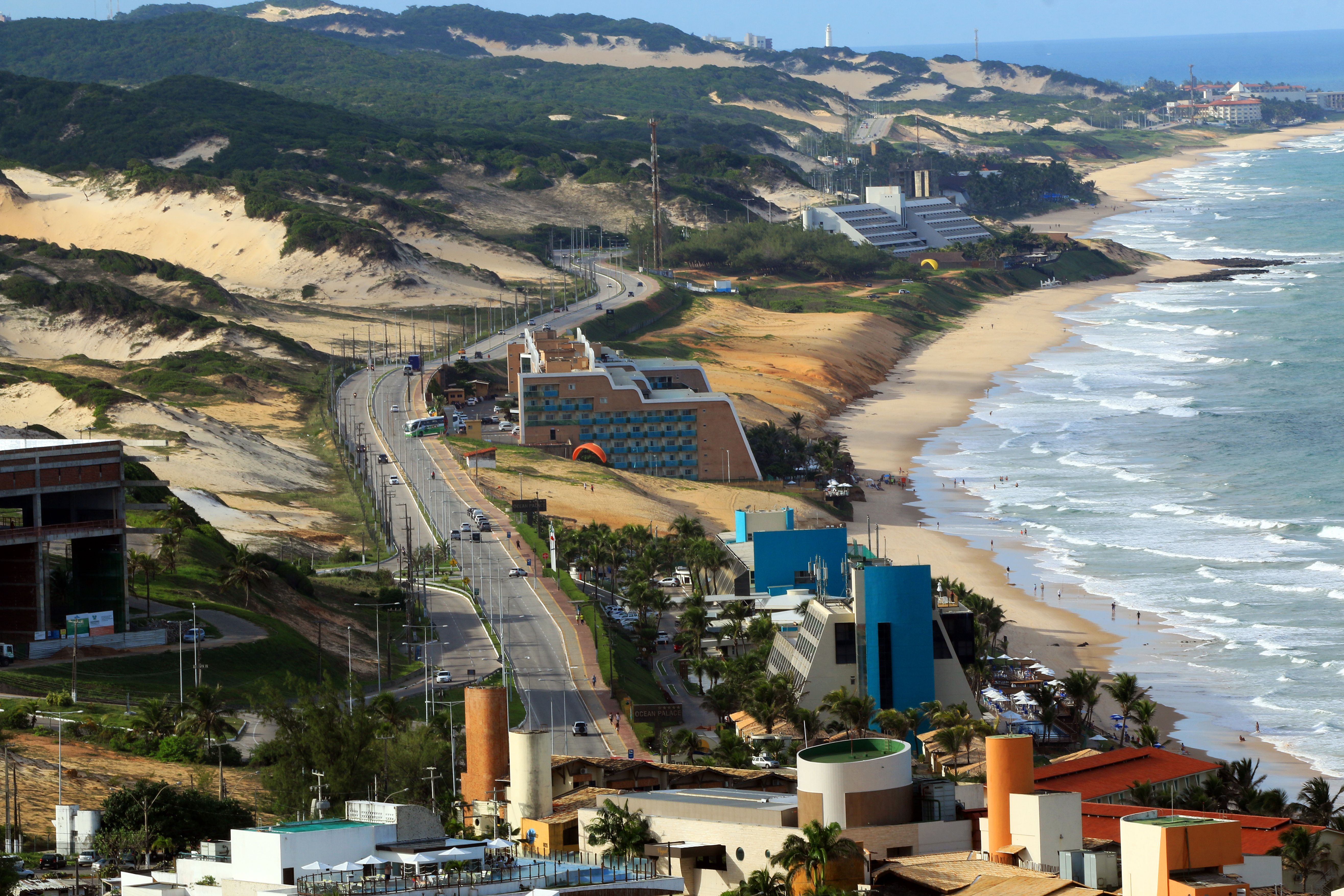
Via Costeira

Natal possui várias praias próprias para o banho. A principal delas é a Praia de Ponta Negra, repleta de bares, restaurantes, hotéis, boates, pequenas galerias de shopping, etc. É também nesta praia onde está localizado o Morro do Careca, o principal cartão-postal da cidade. É uma duna de mais de 120 metros de altura. Existem também outras praias urbanas da capital, como a Praia de Areia Preta, famosa por ter areias escuras, e a Praia do Forte, protegida por arrecifes que formam piscinas naturais. Há também praias com o perfil mais popular, como a Praia do Meio e a Praia da Redinha, famosa pela ginga com tapioca, uma iguaria local.

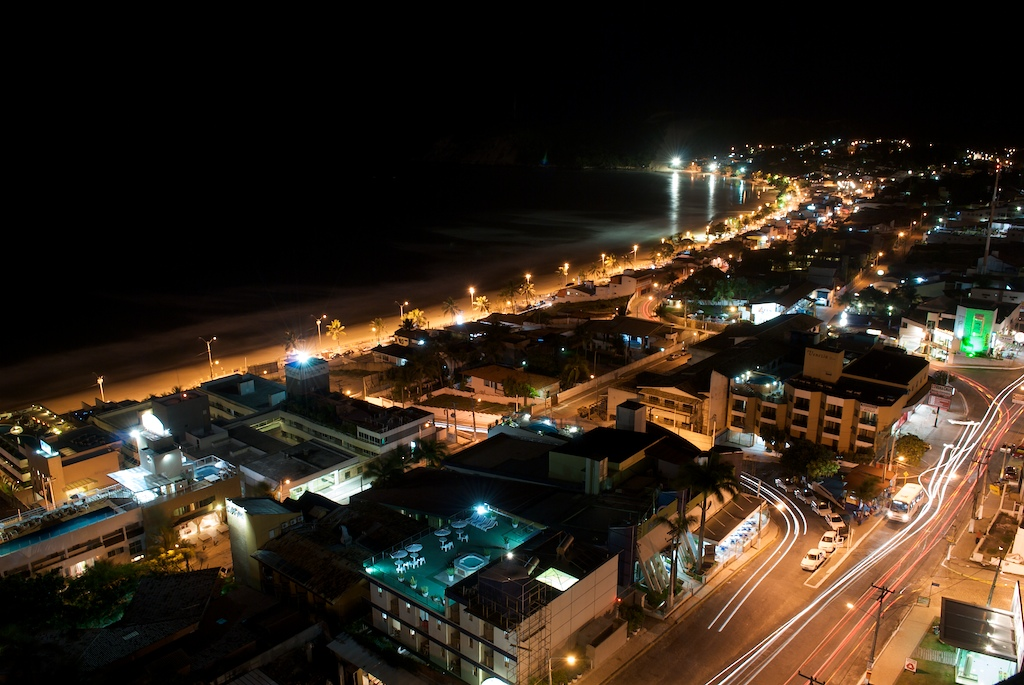
Praia de Ponta Negra
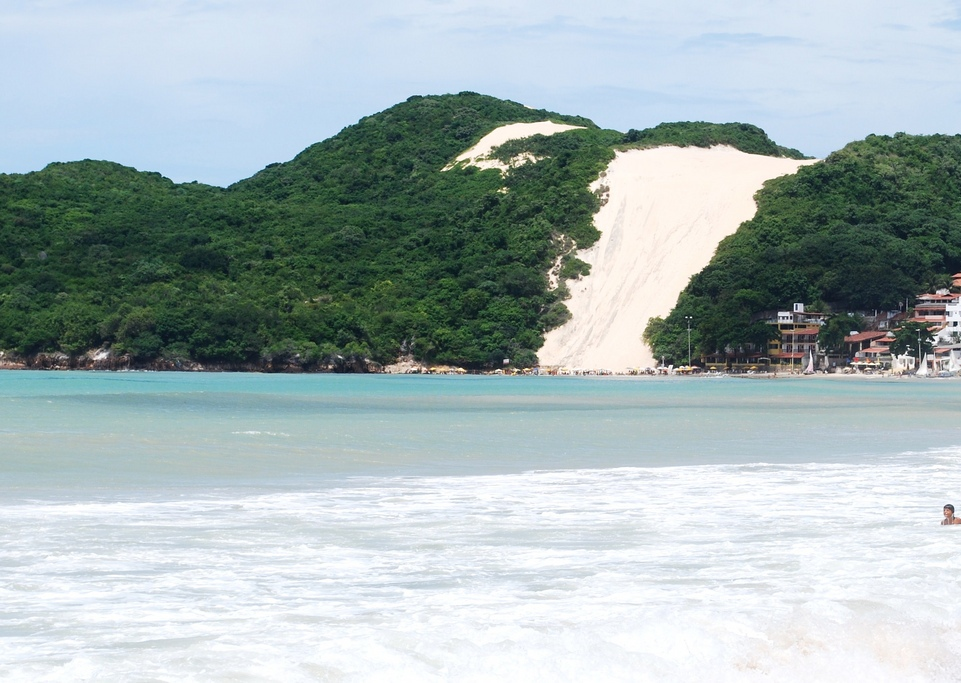
Morro do Careca
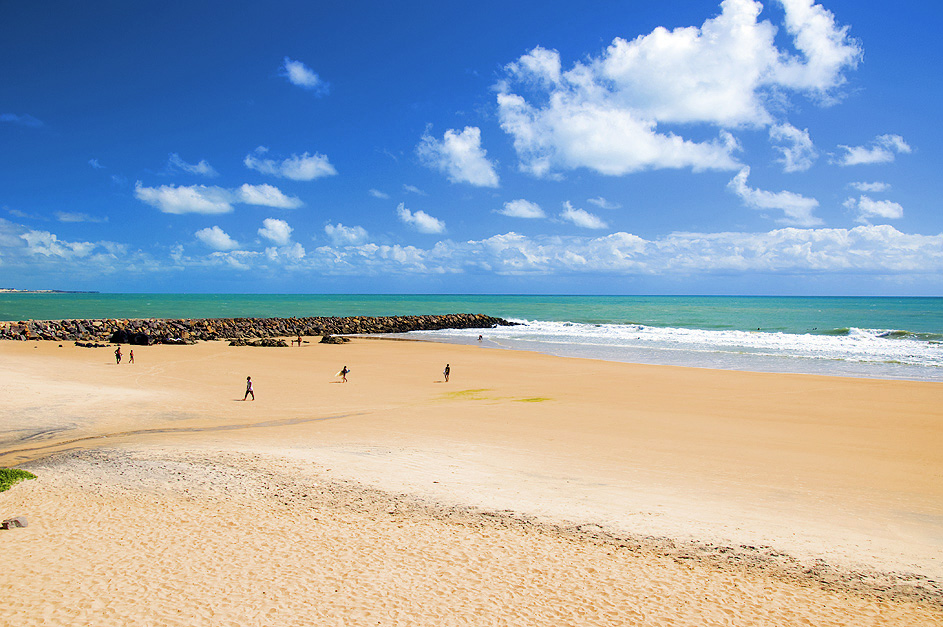
Praia de Areia Preta
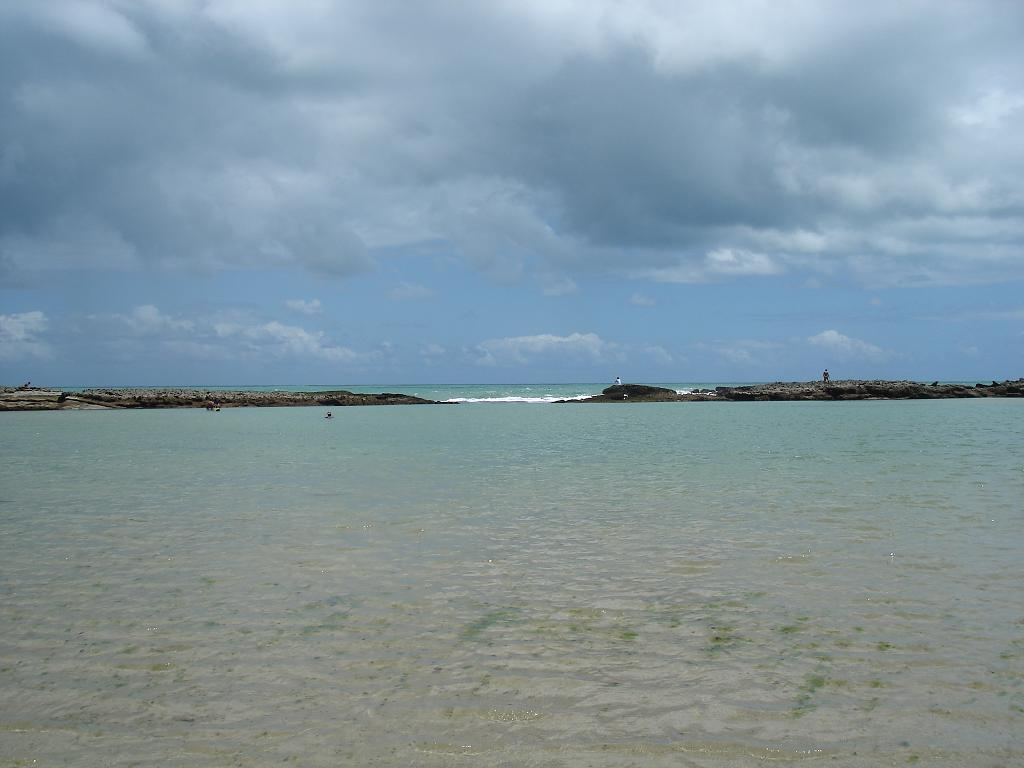
Praia do Forte

Outras atrações turísticas são o Parque da Cidade Dom Nivaldo Monte, com projeto arquitetônico de Oscar Niemeyer. O Museu de Cultura Popular que visa preservar a cultura popular do estado. O Natal em Natal, um conjunto de atrações realizado durante o mês de dezembro, e o Mada, festival de músicas. Próximo a Natal, nas cidades vizinhas, há duas outras atrações turísticas famosas: o Maior cajueiro do mundo, em Parnamirim, e as dunas de Genipabu, em Extremoz.

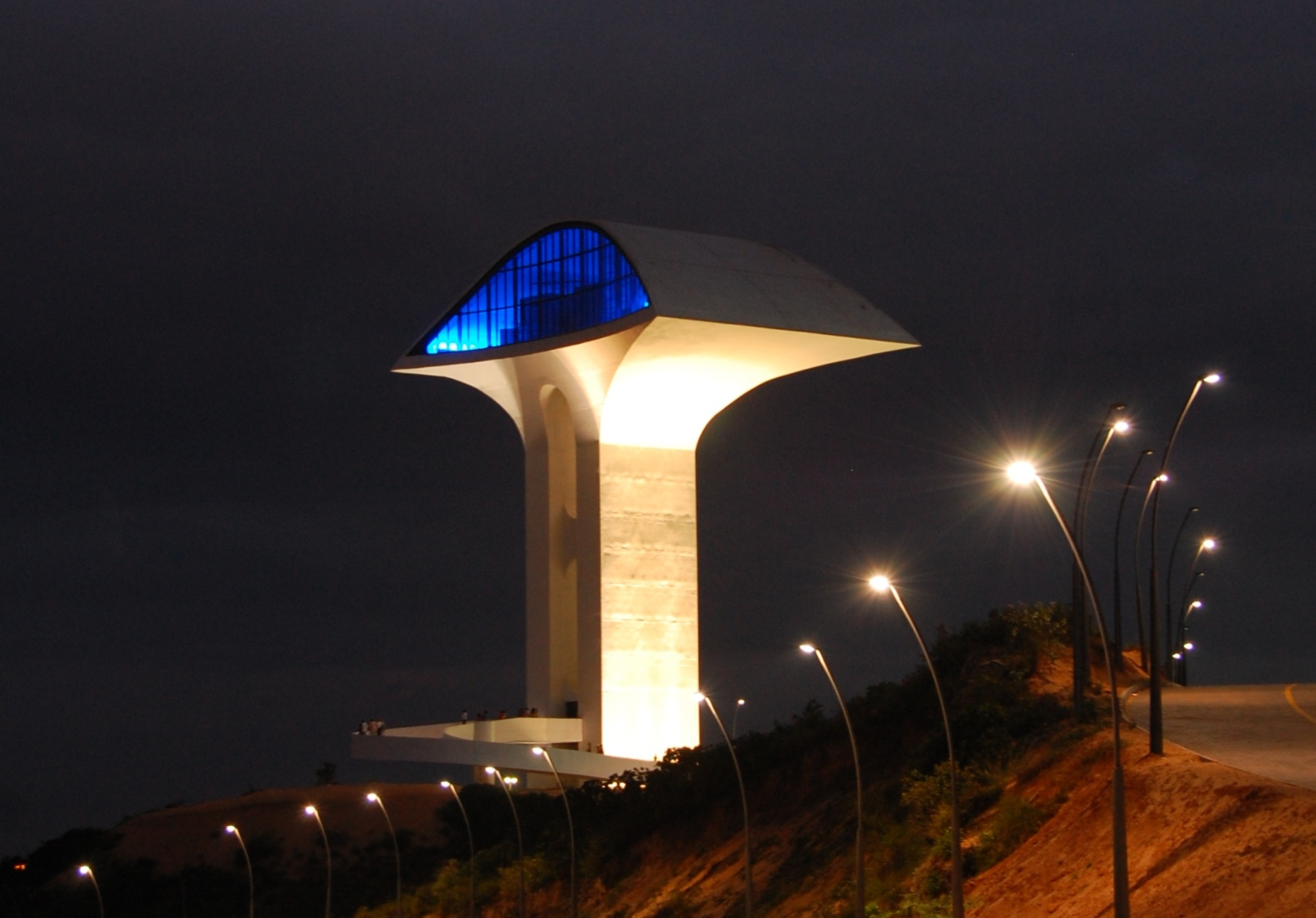
Parque da Cidade Dom Nivaldo Monte
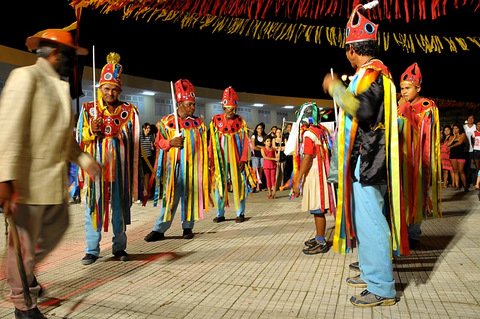
Museu de Cultura Popular
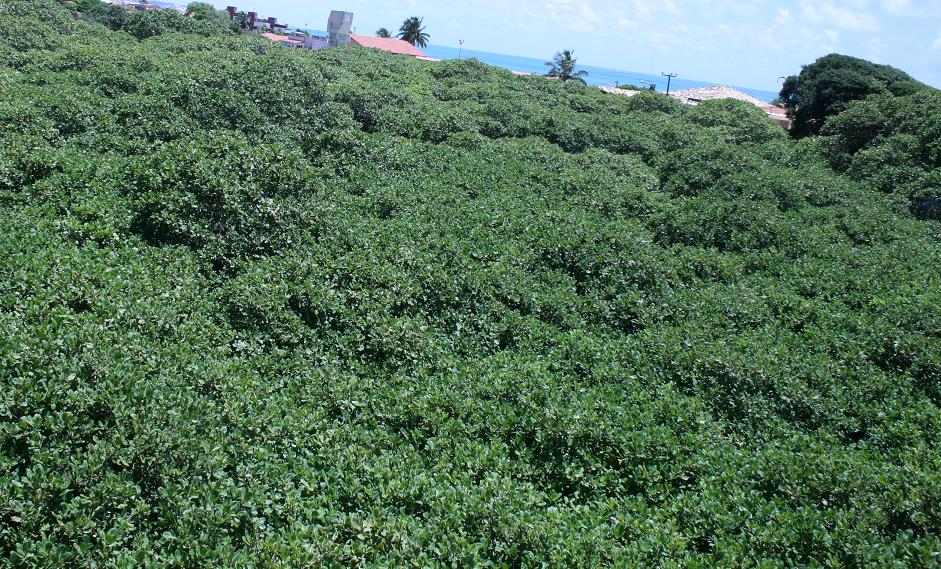
Maior cajueiro do mundo

Natal possui vários restaurantes. A maioria deles se concentra nos bairros de Ponta Negra, Capim Macio, Tirol e Petrópolis. A cidade também dispõe de várias redes de supermercados, hotéis e albergues, bem como inúmeros centros de compras. Um deles é o Midway Mall, o maior do estado, com 270 lojas, um teatro e sete salas de cinema da rede Cinemark. Existe também o Natal Shopping, o primeiro da cidade, destinado ao público de alto padrão e que possui lojas de diversas grifes, tendo, também, salas de cinema da rede Cinépolis. Há também o Praia Shopping, o mais próximo da praia de Ponta Negra e que contém sete salas de cinema da rede Moviecom. Outros shoppings na região sul são o Shopping Cidade Jardim e o Shopping Via Direta, ambos com o conceito de shopping aberto. Já o Natal Norte Shopping fica localizado na zona norte da capital e oferece uma vista panorâmica de toda a cidade a partir de sua praça de alimentação e possui, semelhante ao Natal Shopping, salas de cinema da rede Cinépolis.

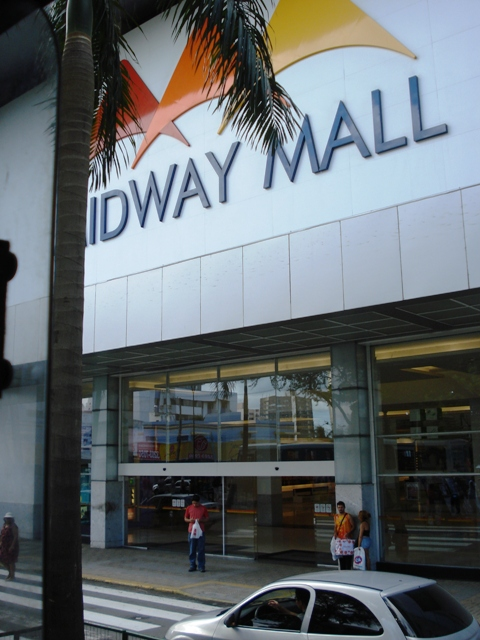
Midway Mall
Natal ShoppingNatal Shopping
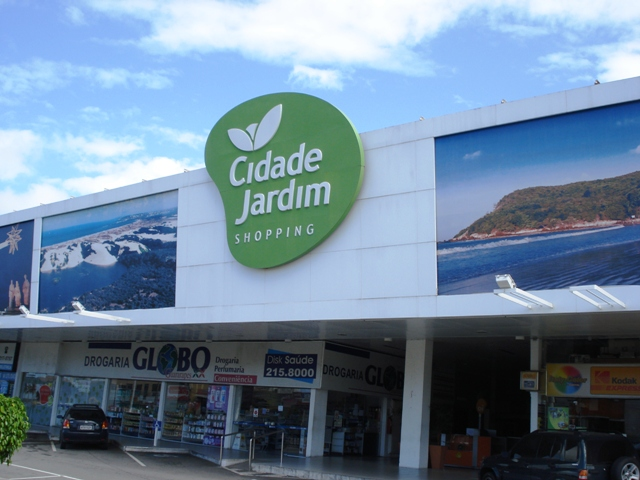
Shopping Cidade Jardim
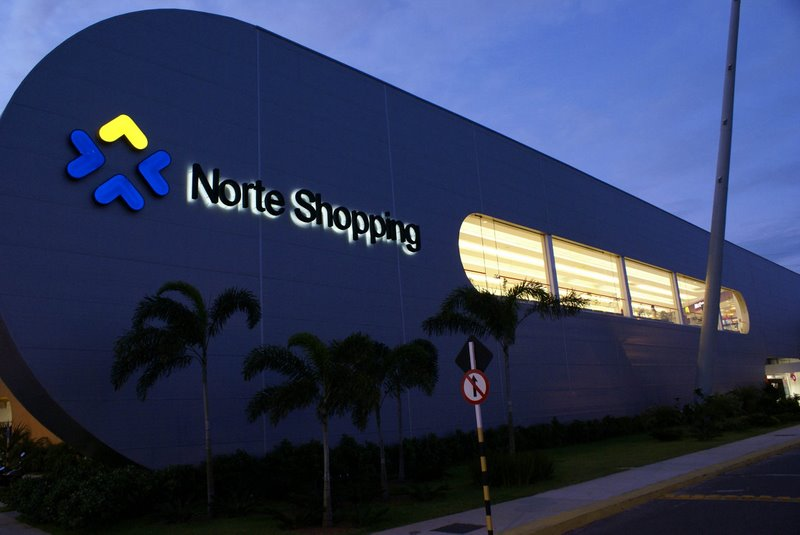
Natal Norte Shopping